# Carl le Feubure
Carl le Feubure (* 1. Januar 1847 in München; † 2. Dezember 1911 in Bad Tölz) war ein bayerischer Maler.

## Leben
Le Feubure war der Sohn des Malers Karl Friedrich le Feubure (1805–1885), des Inspektors an der Königlichen Porzellanmanufaktur, durch den er zunächst eine Ausbildung zum Porzellanmaler erhielt. Der Porzellan- und Glasmaler Ferdinand le Feubure (1815–1898) war sein Onkel. Auf Rat seines Schwagers Ludwig Sckell wandte er sich später der Landschaftsmalerei zu. Seine Motive stammen hauptsächlich aus der Region am Chiemsee und um Bad Tölz. Einige landschaftliche Stimmungsbilder zeigten Motive aus der Schweiz.
Le Feubure erhielt einige anerkennende Auszeichnungen und wurde im Deutsch-Französischen Krieg mit dem Verdienstkreuz mit Schwertern ausgezeichnet.
Werke (Auswahl)
- 1879: Partie am Ammersee

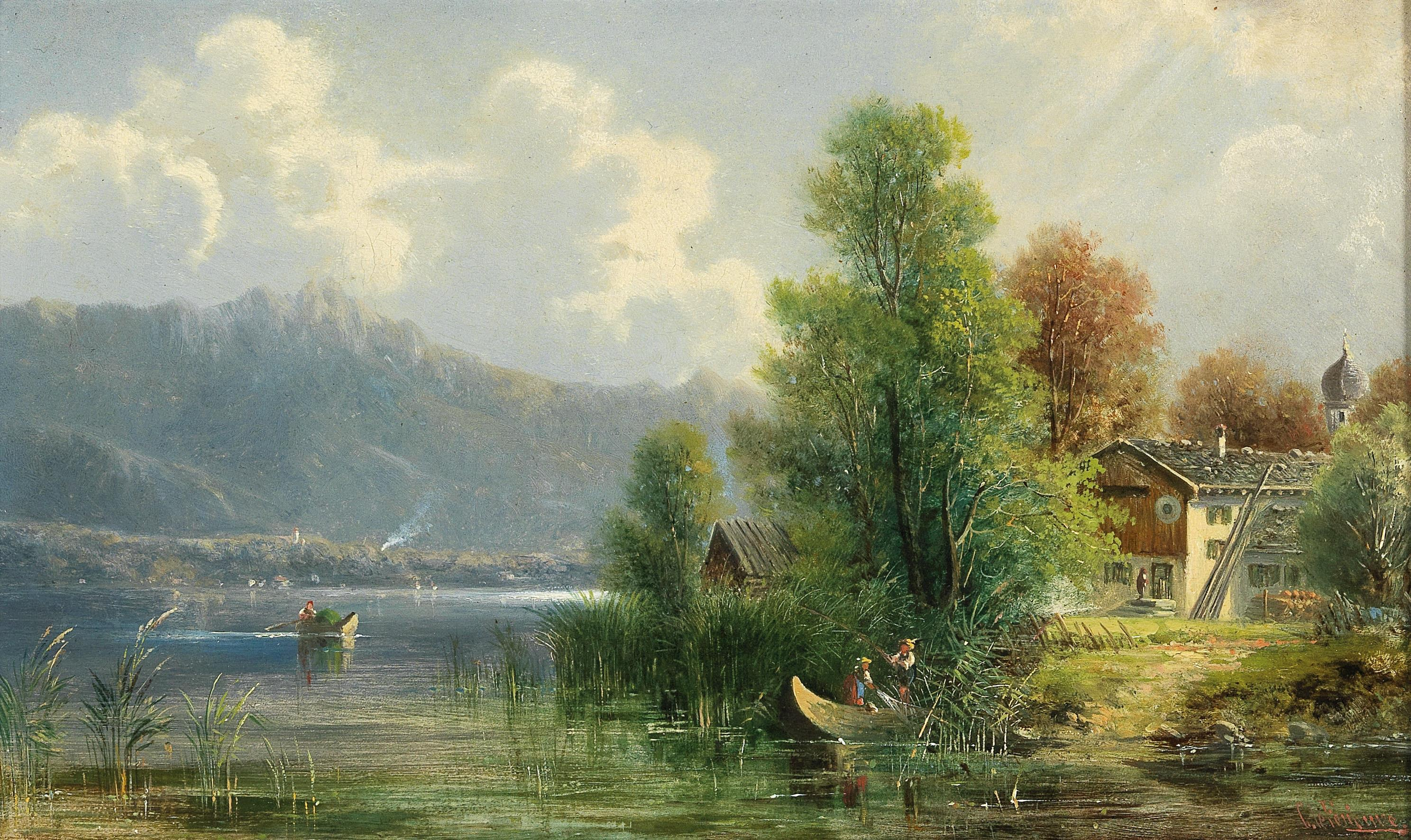
Landschaft am Chiemsee

- 1881: Tölz. Partie am Chiemsee mit Frauenwörth
- 1883: Kirchsteinalmen bei Tölz (oder Kirchsteinalpe bei Tölz)
- 1887: Fraueninsel im Chiemsee
- 1888: Vierwaldstädtersee
- 1891: Die Gosauschlucht mit den Donnerkogeln
- 1892: Der Königssee, An der obern Isar bei Tölz
- Hochgebirgslandschaft mit Wasserfall, Morgen am Königssee, Abend am Klönthalersee